# Křemešnická vrchovina
Křemešnická vrchovina je geomorfologický celek v jižních Čechách, který je součástí Českomoravské vrchoviny. Má rozlohu 2634 km², střední výšku 551,5 m a jejím nejvyšším bodem je Křemešník 769 m v geomorfologickém podcelku Humpolecká vrchovina, která je typickým příkladem zalesněných vrchů. Tato plochá vrchovina je tvořená převážně metamorfovanými horninami moldanubika, jako jsou ruly a žuly.
Monotónní reliéf je rozřezaný hlubokými údolími vodních toků, omezení tvoří dlouhý výrazný zlomový svah. Členitý reliéf mají části tvořené granitoidy. Sníženiny v okolí Jindřichova Hradce jsou vyplněny neogenními sedimenty.
Vyšší části vrchoviny jsou zalesněny smrkovými porosty, nižší části jsou mozaikou polí a luk.

## Geomorfologické členění (podcelky a okrsky)
- Jindřichohradecká pahorkatina
  - Ratibořská pahorkatina
  - Jindřichohradecká kotlina
  - Žirovnická pahorkatina

- Pacovská pahorkatina
  - Řísnická vrchovina
  - Cetorazská pahorkatina
  - Božejovská pahorkatina
  - Rohozenská kotlina
  - Tučapská pahorkatina
  - Svidnická vrchovina
  - Chýnovská kotlina
  - Dubské vrchy
  - Obrataňská kotlina

- Želivská pahorkatina
  - Čechtická pahorkatina
  - Zručská vrchovina
  - Košetická pahorkatina
  - Hořepnická pahorkatina

- Humpolecká vrchovina
  - Melechovská vrchovina
  - Humpolecká kotlina
  - Herálecká vrchovina
  - Jeníkovská vrchovina
  - Vyskytenská pahorkatina
  - Čeřínek
  - Křemešník